# Shiga Shigetaka

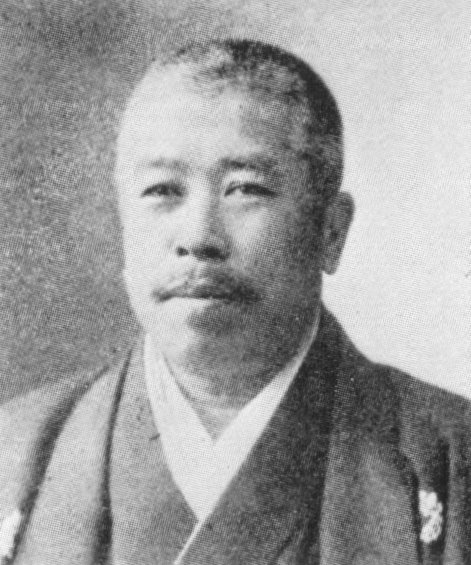
Shiga Shigetaka

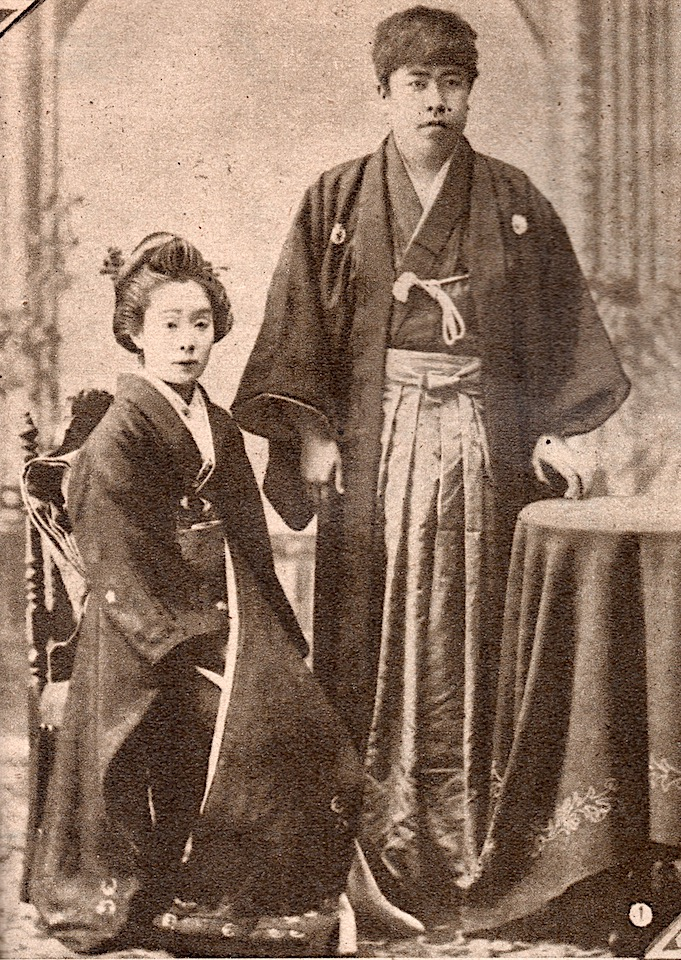
Hochzeit 1889

Shiga Shigetaka (japanisch 志賀 重昂; geboren 25. Dezember 1863 in Okazaki (Provinz Mikawa); gestorben 6. April 1927) war ein japanischer Geograph, Politiker und Verfechter der Aufklärung.

## Leben und Wirken
Shiga Shigetaka war der älteste Sohn von Shiga Shige? (志賀 重職), einem feudalen Gefolgsmann der Okazaki-Domäne (Stadt Okazaki, heute Präfektur Aichi). 1874 erfolgte ein Umzug nach Tokio, wo er die Schule der Kōgyosha (攻玉社) und die Vorbereitungsschule der Universität Tokio (東大予備門) besuchte. Seinen Studienabschluss machte Shiga 1884 am „Sapporo Agricultural College“ (札幌農学校).1886 ging er an Bord des Kriegsschiffs Tsukuba 筑波 und umrundete die Südseeinseln. Er sah und hörte von der Aufteilung der Südsee durch die Großmächte und verfasste 1888 einen kritischen Bericht: Nanyō Jiji (南洋時事). Darin wies er auch auf die Stärken und Schwächen Japans hin und auf die Notwendigkeit, Handel und Industrie zu stärken.
1889 gründete Shiga mit dem Journalisten und Denker Miyake Setsurei (1860–1945) und anderen den Verlag Seikyōsha (政教社) und startete die Zeitschrift „Nihonjin“ (日本人) – „Der Japaner“. Er trat für die „Erhaltung des Nationalismus“ (国粋保存旨義, Kokusui hozon munegi) ein und startete im frühen Reichstag eine außenpolitische Bewegung. Danach spielte er eine aktive Rolle als zentrale Figur der Chūōseisha (中央政社) und Dōshikai (同志会). Außerdem gehört er der „Progressiven Partei“ (進歩党, Shimpotō), der „Verfassungspartei“ (憲政本党, Kensei hontō) und der „Rikken Seiyūkai“ an.
Während dieser Zeit war Shiga 30 Jahre lang Direktor des Forstbüros des Ministeriums für Landwirtschaft und Handel. 1898 wurde er Reichsrat des Außenministeriums. 1902 und 1904 wurde er zweimal ins Repräsentantenhaus des Parlaments gewählt. Danach zog er sich aus der Politik zurück und arbeitete als aufgeklärter Geograph und Weltreisender. Sein Buch „Nihon fūkei-ron“ (日本風景論) – etwa „Überlegungen zur japanischen Landschaft“ aus dem Jahr 1894 wurde zu einem großen Bestseller. Es soll eine wichtige Rolle dabei gespielt haben, das Bewusstsein der Japaner für die Schönheit der Landschaft zu verändern.